# Spread Your Wings
Spread Your Wings là một bài hát của ban nhạc Queen, trong album News Of The World phát hành năm 1977. Bài hát được phát hành ở A side của đĩa đơn Spread Your Wings/Sheer Heart Attack năm 1978. Đây là một bản rock ballad do John Deacon sáng tác. Trong bài hát, Deacon chơi ghi ta bass và acoustic ghi-ta, Freddie Mercury chơi piano và hát, Brian May chơi ghi-ta còn Roger Taylor chơi trống. Đây là đĩa đơn của Queen không có việc hoà âm các thành viên trong ban nhạc.
Bài hát này khá quen thuộc với những người hâm mộ Queen và họ thường hát theo bài hát, có thể thấy được điều này trong album tổng hợp Live Killers. Bài hát có nhịp 4/4 bắt đầu với môtíp dạo piano ở giọng Rê trưởng. Bài hát được viết chủ yếu ở cung này và có một vài cung Si thứ ở đoạn điệp khúc.
Lời bài hát viết về một chàng trai có tên là Sammy, làm người quét dọn ở Emerald Bar. Người kể chuyện (ca sĩ) đang cố gắng cổ vũ, khuyến khích anh ta, nói với anh ấy rằng "spread your wings and fly away" (hãy dang rộng đôi cánh của mình và bay đi).
Ngoài phiên bản trong album News Of The World, Queen đã thu âm một phiên bản khác cho đài BBC mà có nhiều phần piano nổi trội hơn và phần kết thúc nhanh hơn.
Bài hát này cũng được ban nhạc power metal Đức Blind Guardian hát lại trong album Somewhere Far Beyond phát hành năm 1992.